# Norske Øer
Norske Øer är öar i Grönland (Kungariket Danmark). De ligger i den nordöstra delen av Grönland. Arean är 151 kvadratkilometer.
Terrängen på Norske Øer är lite kuperad. Öns högsta punkt är 412 meter över havet. Den sträcker sig 24,0 kilometer i nord-sydlig riktning, och 11,5 kilometer i öst-västlig riktning.  Trakten runt Norske Øer är permanent täckt av is och snö.